# Junta de la Cerca
Junta de la Cerca fue un municipio español de la provincia de Burgos.

## Toponimia
El municipio puede aparecer referido como «Junta de la Cerca» y «Junta de Cerca».

## Historia
Hacia mediados del siglo XIX, el municipio incluía en su término los lugares de Bóveda de la Ribera, La Cerca, Quintanamacé, Rosales, Rosío, Torres, Villamor, Villanueva de Rosales, Villate y Villota. Aparece descrito en el sexto volumen del Diccionario geográfico-estadístico-histórico de España y sus posesiones de Ultramar de Pascual Madoz con las siguientes palabras:

CERCA (junta de la): jurisd. ant. en la prov. y part. jud. de Villarcayo, compuesta de los pueblos de Bóveda de la Ribera, la Cerca, Quintanamacé, Rosales, Rosio, Torres, Villamor, Villanueva de Rosales, Villate y Villota.
(Madoz, 1847, p. 319)

El municipio de Junta de la Cerca desapareció el 20 de septiembre de 1973 y el territorio pasó a formar parte del de Medina de Pomar.

## Demografía
| Gráfica de evolución demográfica de Junta de la Cerca entre 1842 y 1970 |
| |
| Población de derecho según los censos de población del INE Población de hecho según los censos de población del INEEn este censo se denominaba Junta de Cerca: 1842. Entre el censo de 1981 y el anterior, este municipio desaparece porque se integra en el municipio Medina de Pomar. |